# Băbeni
Băbeni és una ciutat situada al comtat de Vâlcea (Romania).
La ciutat, elevada a aquest estat el 2002, administra sis pobles: Bonciu, Capu Dealului, Pădurețu, Români, Tătărani i Valea Mare. Es troba a la regió històrica d'Oltènia.
Segons el cens de 2011, té 8451 habitants, mentre que en el cens de 2002 tenia 9475 habitants. La majoria de la població és d'ètnia romanesa (90,86%), amb una minoria de gitanos (4,06%). La majoria dels habitants són cristians de l'Església Ortodoxa Romanesa (94,2%).

## Fills il·lustres
- Romany Marie